# 칼 구스타프 조병창
칼 구스타프 조병창(Carl Gustafs Stads Gevärsfaktori)은 1812년 설립된 스웨덴의 국립 무기 공장이다.

## 역사
200년 넘게 스웨덴 군의 소형 화기들을 생산, 공급했다.
국립 공장이던 칼 구스타프는 스웨덴의 대표적인 방산업체에 보포스에 매각되었으다. 1999년에 대공포와 박격포로 유명한 보포스를 사브가 인수하고, 2005년에 사명을 사브-보포스 다이내믹스로 바꾸었다. 그래서 2020년 기준으로는 사브가 칼 구스타프 메이커의 무기를 생산, 판매중이다.
- 칼 구스타프: 소총 제작
- 보포스: 대포 제작
- 사브: 전투기 제작
- 인수합병: 사브가 보포스와 칼 구스타프를 소유